# Erukkampattu
Erukkampattu oder Erukkambuttu ist ein ca. 3.000 Einwohner zählendes Dorf im südindischen Bundesstaat Tamil Nadu. Etwas außerhalb des Dorfes steht ein bedeutender Shiva-Tempel aus der Chola-Zeit.

## Lage
Erukkampattu liegt in einer Höhe von knapp 400 m ü. d. M. ca. 55 km (Fahrtstrecke) westlich der Distriktshauptstadt Vellore. Das Klima ist tropisch warm; Regen fällt hauptsächlich in den Monsunmonaten Juli bis November.

## Bevölkerung
Die Einwohner des Ortes sind ganz überwiegend Hindus; andere Glaubensgemeinschaften spielen unter der Landbevölkerung Südindiens kaum eine Rolle. Der weibliche Bevölkerungsanteil ist um ca. 5 % geringer als der männliche.

## Wirtschaft
Im Umland des Dorfes wird Feldwirtschaft und auch etwas Viehzucht (Hühner) betrieben; im Ort selbst gibt es Kleinhändler, Handwerker und  Tagelöhner.

## Geschichte
Mit Unterbrechungen vor allem durch die Chola herrschten in der Region lange Zeit die Dynastien der Pandyas (Hauptstadt Madurai) und der Pallavas (Hauptstadt Kanchipuram), die jedoch die tatsächliche Macht oft an regionale Vasallen delegierten. Im 14. Jahrhundert okkupierten muslimische Herrscher kurzzeitig die Macht, die dann auf das hinduistische Vijayanagar-Reich überging, das seinerseits den Nawabs von Karnatik (ca. 1690–1801) Platz machen musste. Zwischenzeitlich stritten sich jedoch Briten und Franzosen in den Karnatischen Kriegen (1744–1763) um die Vorherrschaft in der Region.

## Sehenswürdigkeiten
Einzige Sehenswürdigkeit des Ortes ist der dem späten 9. oder frühen 10. Jahrhundert zuzurechnende und dem Gott Vishnu geweihte Ranganatha-Tempel. Der von einer Mauereinfassung mit einem imposanten Portal umgebene Tempel unterscheidet sich durch sein beinahe geometrisches, allerdings restauriertes, Tor- und Turmdekor von den meisten Chola-Tempeln der Region; er besteht aus einer flachgedeckten geschlossenen Vorhalle (mandapa) und eine von einem quergelagerten gestuften Turmaufbau (vimana).  Während die Außenwände – abgesehen von ihrer Pilaster- und Nischengliederung nahezu schmucklos sind, finden sich auf den Gesimsfronten zahlreiche Blendfenster (kudus).